# Ludwika de Bourbon-Montpensier
Ludwika de Bourbon-Montpensier (ur. 1482, zm. 1561) – dziedziczka i księżna Montpensier od 1522 (lub 1527) do 1561.
Była najstarszą córką Gilberta I, hrabiego Montpensier i delfina Owernii, i jego żony - Klary Gonzagi, córki Fryderyka I Gonzagi z Mantui. Jej młodszymi braćmi byli: Ludwik II, zmarły bezdzietnie w 1501 oraz Karol III, konetabl de Bourbon, zmarły bezdzietnie w 1527.
W 1523 Karol III zdradził króla Francji – Franciszka I Walezjusz i dołączył do cesarza Karola V Habsburga. Król odebrał Karolowi wszystkie tytuły, a jego ziemie włączył do domeny królewskiej. Potem Montpensier i Owernię oddał Ludwice. Drugi mąż Ludwiki zmarł w 1520 i wdowa rządziła Montpensier samodzielnie w imieniu swojego syna Ludwika III, podczas jego małoletności.

## Małżeństwa i potomstwo
W 1499 Ludwika wyszła za mąż po raz pierwszy za Andrzeja III de Chauvigny, księcia Déols i wicehrabiego Brosse (zm. 1503). Para nie miała potomstwa.
Po raz drugi Ludwika wyszła za mąż, w 1504 za swojego kuzyna - Ludwika I, księcia La Roche-sur-Yon (1473–1520), syna Jana VII, księcia Vendôme (z młodszej linii Burbonów). Para miała:
- Zuzannę (1508–1570), żonę Klaudiusza de Rieux, hrabiego Harcourt i Aumale (zm. 1532),
- Ludwika III, księcia Montpensier (1513–1582),
- Karola, księcia La Roche sur Yon (1515–1565).